# Acontia leucotrigona
Acontia leucotrigona is een vlinder van de familie van de uilen (Noctuidae). De wetenschappelijke naam van deze soort is voor het eerst voorgesteld als Tarache leucotrigona door George Francis Hampson in een publicatie uit 1905.

## Verspreiding
De soort komt voor in Malawi en Zimbabwe.

## Waardplanten
De rups leeft op Gossypium sp. (Malvaceae).